# Double Nickels on the Dime
Az 1984-es Double Nickels on the Dime a The Minutemen harmadik nagylemeze. Egy duplaalbum, 45 dallal. Az album zenéjében megtalálhatók a punk, a rock, a funk, a country, a jazz és a spoken word elemei. A dalok olyan témákkal foglalkoznak, mint a vietnámi háború, az amerikai rasszizmus, a munkásosztály élete.
A munkálatok 1983 novemberében zajlottak, de miután hallották a Hüsker Dü Zen Arcade albumát, a Minutemen tagjai úgy döntöttek, hogy több anyagot készítenek el.
A Double Nickels on the Dime-ot nemcsak a Minutemen legjobb munkájának, hanem az 1980-as évek egyik legjobb amerikai rockalbumának tartják. Több szakmai listán szerepel, köztük a Rolling Stone magazin Minden idők 500 legjobb albuma listáján, ahol a 411. helyet foglalta el. Szerepel az 1001 lemez, amit hallanod kell, mielőtt meghalsz című könyvben.

## Az album dalai
| 1.  | Anxious Mo-Fo                                  | D. Boon, Mike Watt   | 1:19 |
| 2.  | Theatre Is the Life of You                     | Boon, Watt           | 1:30 |
| 3.  | Viet Nam                                       | Boon                 | 1:27 |
| 4.  | Cohesion                                       | Boon                 | 1:55 |
| 5.  | It's Expected I'm Gone                         | Watt                 | 2:04 |
| 6.  | 1 Hit Song                                     | Boon, George Hurley  | 1:47 |
| 7.  | Two Beads at the End                           | Boon, Hurley         | 1:52 |
| 8.  | Do You Want New Wave or Do You Want the Truth? | Watt                 | 1:49 |
| 9.  | Don't Look Now                                 | John Fogerty         | 1:46 |
| 10. | Shit from an Old Notebook                      | Boon, Watt           | 1:35 |
| 11. | Nature Without Man                             | Chuck Dukowski, Boon | 1:45 |
| 12. | One Reporter's Opinion                         | Watt                 | 1:50 |

| 1.  | Political Song for Michael Jackson to Sing | Watt                                              | 1:33 |
| 2.  | Maybe Partying Will Help                   | Boon, Watt                                        | 1:56 |
| 3.  | Toadies                                    | Watt                                              | 1:38 |
| 4.  | Retreat                                    | Watt                                              | 2:01 |
| 5.  | The Big Foist                              | Watt                                              | 1:29 |
| 6.  | God Bows to Math                           | Jack Brewer, Watt                                 | 1:15 |
| 7.  | Corona                                     | Boon                                              | 2:24 |
| 8.  | The Glory of Man                           | Watt                                              | 2:55 |
| 9.  | Take 5, D.                                 | Watt, Joe Baiza, John Rocknowski, Dirk Vandenberg | 1:40 |
| 10. | My Heart and the Real World                | Watt                                              | 1:05 |
| 11. | History Lesson - Part II                   | Watt                                              | 2:10 |

| 1.  | You Need the Glory                    | Hurley           | 2:01 |
| 2.  | The Roar of the Masses Could Be Farts | Vandenberg, Watt | 1:20 |
| 3.  | Mr. Robot's Holy Orders               | Hurley           | 3:05 |
| 4.  | West Germany                          | Boon             | 1:48 |
| 5.  | The Politics of Time                  | Watt             | 1:10 |
| 6.  | Themselves                            | Boon             | 1:17 |
| 7.  | Please Don't Be Gentle with Me        | Brewer, Watt     | 0:46 |
| 8.  | Nothing Indeed                        | Hurley, Watt     | 1:21 |
| 9.  | No Exchange                           | Hurley, Watt     | 1:50 |
| 10. | There Ain't Shit on T.V. Tonight      | Hurley, Watt     | 1:34 |
| 11. | This Ain't No Picnic                  | Boon             | 1:56 |
| 12. | Spillage                              | Watt             | 1:51 |

| 1.  | Untitled Song for Latin America   | Boon                                                             | 2:03 |
| 2.  | Jesus and Tequila                 | Boon, Joe Carducci                                               | 2:52 |
| 3.  | June 16th                         | Watt                                                             | 1:48 |
| 4.  | Storm in My House                 | Boon, Henry Robins                                               | 1:57 |
| 5.  | Martin's Story                    | Martin Tambourovich, Watt                                        | 0:51 |
| 6.  | Ain't Talkin' 'bout Love          | Eddie Van Halen, Alex Van Halen, David Lee Roth, Michael Anthony | 0:40 |
| 7.  | Dr. Wu                            | Walter Becker, Donald Fagen                                      | 1:44 |
| 8.  | Little Man with a Gun in His Hand | Chuck Dukowski, Boon                                             | 2:53 |
| 9.  | The World According to Nouns      | Watt                                                             | 2:05 |
| 10. | Love Dance                        | Boon                                                             | 2:00 |

## Közreműködők
- D. Boon – ének, gitár
- Mike Watt – basszusgitár (ének a Take 5, D., Dr. Wu és The Politics of Time dalokon)
- George Hurley – dob, ének
- Joe Baiza – gitár a Take 5, D.-n
- John Rocknowski – gitár a Take 5, D.-n
- Dirk Vandenberg – gitár a Take 5, D.-n
- Ethan James – producer, hangmérnök

## Fordítás
Ez a szócikk részben vagy egészben a Double Nickels on the Dime című angol Wikipédia-szócikk ezen változatának fordításán alapul.  Az eredeti cikk szerkesztőit annak laptörténete sorolja fel. Ez a jelzés csupán a megfogalmazás eredetét és a szerzői jogokat jelzi, nem szolgál a cikkben szereplő információk forrásmegjelöléseként.